# جشن تولد (فیلم ۱۹۶۸)
جشن تولد (انگلیسی: The Birthday Party) فیلمی به کارگردانی ویلیام فریدکین است که در سال ۱۹۶۸ منتشر شد. این فیلم بر اساس نمایشنامه‌ای به همین نام نوشته هارولد پینتر ساخته شده است.

## بازیگران
- رابرت شاو
- پاتریک مگی
- هلن فریزر
- دندی نیکولز
- سیدنی تفلر